# Gunnedahbecken
Das Gunnedahbecken (englisch: Gunnedah Basin) ist ein Teil des größeren Sydney-Gunnedah-Bowen-Beckens, einem 15.000 km² großen Sedimentbecken, das im Osten von Australien liegt. Es entstand im Perm und in der Trias. Es ist teilweise durch das Suratbecken überlagert. Benannt ist es nach der Stadt Gunnedah in New South Wales.

## Geologie
Das Gunnedahbecken wurde vom Ordovizium bis zum Devon durch die Lachlan Fold Belt strata im Westen und vom Devon durch die kohlehaltige New England Fold Belt strata im Osten überlagert. Die Grenzen zwischen dem Gunnedahbecken und dem Bowenbecken im Norden sind ziemlich unbestimmt. Im hohen Norden des Gunnedahbeckens bei Narrabri werden die erodierten Gesteine des frühen und späten Perm als Grenzen definiert. Die Grenzen zwischen dem Gunnedahbecken und dem Sydneybecken im Süden bilden die Liverpool Range. Das Boggabri Ridge teilt das Becken in ein Maules Creek Sub-basin im Osten und in das West Gunnedah Sub-basin im Westen. Die Maules Creek Formation und die Black Jack Formation enthält Kohle und sicherlich Kohleflöz-Methan. Die Ablagerungen der Maules Creek Formation bildeten ein marines Schelf. Die upper Black Jack Group wurde durch Anschwemmungen aus dem New England Fold Belt gebildet. Verdichtung und lokale Erosion zeigen das Ende der permischen Sedimentationszyklen an.
Frühe triassische tektonische Prozesse im New England Fold Belt (Faltungszone) verursachten weitverbreitete Ablagerungen von körnigen Sedimenten und daraus bildete sich die Digby Formation. Die Napperby Formation, die aus Sedimenten aus Flüssen gebildet wurde, überlagerte die Digby Formation und ist ein Resultat der Regression. Jurassische und kretazische Sedimente des Suratbecken überlagerten im Norden und Westen die permisch-triassischen Abfolgen diskordant.
Es gibt im Gunnedahbecken große Gas- und kleinere Erdölvorkommen. Beim Wilga Park wurde ein Erdgaskommen angebohrt. Im Pilliga Sandstone befinden sich Erdöl- und Kohlevorkommen.